# Fry, Seine-Maritime

Fry este o comună în departamentul Seine-Maritime, Franța. În 1 ianuarie 2022 avea o populație de 140 de locuitori.